# Greniera dobyi
Greniera dobyi är en tvåvingeart som beskrevs av Beaucournu och Braverman 1987. Greniera dobyi ingår i släktet Greniera och familjen knott. Inga underarter finns listade i Catalogue of Life.